# Minotaur IV
O Minotaur IV, também conhecido como Peacekeeper SLV e OSP-2 PK é um sistema de lançamento descartável Norte americano, derivado do míssil LGM-118 Peacekeeper. Ele é produzido e operado pela Orbital Sciences Corporation, e fez seu voo de estreia em 22 de Abril de 2010, carregando o veículo de teste hipersônico HTV-2a. O primeiro lançamento orbital ocorreu em 26 de Setembro de 2010 com o satélite SBSS para a Força Aérea dos Estados Unidos.
O Minotaur IV consiste de quatro estágios e é capaz de colocar 1.735 kg de carga útil em órbita terrestre baixa (LEO). Ele usa os primeiros três estágios do míssil Peacekeeper, combinados com um novo estágio superior. Na versão básica, o quarto estágio é um Orion-38. Uma variante de alta performance chamada de Minotaur IV+, usa um Star-48V no lugar. Uma configuração de três estágios (sem o Orion-38), designada como Minotaur IV Lite, está disponível para voos sub-orbitais.
Os lançamentos do Minotaur IV devem ser efetuados a partir da Base da Força Aérea de Vandenberg, do Mid-Atlantic Regional Spaceport e do Kodiak Launch Complex.